# Skarvtjärnen, Ångermanland
Skarvtjärnen är en sjö i Örnsköldsviks kommun i Ångermanland och ingår i Moälvens huvudavrinningsområde. Sjön har en area på 0,0909 kvadratkilometer och ligger 197,2 meter över havet. Sjön avvattnas av vattendraget Lillån.

## Delavrinningsområde
Skarvtjärnen ingår i det delavrinningsområde (705788-159623) som SMHI kallar för Ovan Järbäcken. Medelhöjden är 278 meter över havet och ytan är 22,06 kvadratkilometer. Räknas de 3 avrinningsområdena uppströms in blir den ackumulerade arean 52,4 kvadratkilometer. Lillån som avvattnar avrinningsområdet har biflödesordning 2, vilket innebär att vattnet flödar genom totalt 2 vattendrag innan det når havet efter 78 kilometer. Avrinningsområdet består mestadels av skog (85 procent). Avrinningsområdet har 0,18 kvadratkilometer vattenytor vilket ger det en sjöprocent på 0,8 procent.